# Дару (остров)
Остров Дару (англ. Daru Island) — остров в Торресовом проливе. Является территорией государства Папуа — Новая Гвинея. Административно входит в состав Западной провинции региона Папуа. Находится недалеко от устья реки Флай в западной части залива. Площадь острова составляет 14,7 км². Население — 12 879 человек (по переписи 2000 года) живет в городе Дару. Остров является наиболее густонаселенным в Торресовом проливе.